# Artigues (Aude)
Artigues ist eine Gemeinde in der französischen Verwaltungsregion Okzitanien, im Département Aude, im Arrondissement Limoux und im Kanton La Haute-Vallée de l’Aude. Nachbargemeinden sind Cailla im Norden, Axat im Osten, Sainte-Colombe-sur-Guette im Südosten, Roquefort-de-Sault im Süden und Le Clat im Westen. Die Bewohner nennen sich die Artigois. Der Col du Garabeil ist eine 1262 m hohe Erhebung bei Artigois.

## Bevölkerungsentwicklung
| Jahr      | 1962 | 1968 | 1975 | 1982 | 1990 | 1999 | 2008 | 2015 |
| --------- | ---- | ---- | ---- | ---- | ---- | ---- | ---- | ---- |
| Einwohner | 92   | 102  | 95   | 94   | 83   | 82   | 86   | 75   |

## Sehenswürdigkeiten
- Kirche Saint-Nicolas, aus dem Jahr 1830